# Huperzia funiformis
Huperzia funiformis là một loài thực vật có mạch trong Họ Thạch tùng. Loài này được (Cham. ex Spring) Trevis. mô tả khoa học đầu tiên năm 1874.